# Apizaco
Apizaco är en stad i centrala Mexiko och är belägen i delstaten Tlaxcala. Den utgör delstatens näst största storstadsområde och ligger nordost om staden Tlaxcala. 

## Stad och storstadsområde
Staden har 50 920 invånare (2007), med totalt 75 278 invånare (2007) i hela kommunen på en yta av 48 km².
Storstadsområdet, Zona Metropolitana de Apizaco, har totalt 191 187 invånare (2007) på en yta av 396 km². Området består av kommunerna Apizaco, Cuaxomulco, Santa Cruz Tlaxcala, Tetla de la Solidaridad, Tocatlán, Tzompantepec, Xaloztoc och Yauhquemecan. 